# Kojęcin
Kojęcin – wieś w Polsce położona w województwie dolnośląskim, w powiecie strzelińskim, w gminie Borów.

## Podział administracyjny
W latach 1975–1998 miejscowość administracyjnie należała do województwa wrocławskiego.